# El rebelde orgulloso
El rebelde orgulloso (The Proud Rebel) es una película estadounidense dirigida por Michael Curtiz en 1958, protagonizada por Alan Ladd, Olivia de Havilland, Dean Jagger y, en un papel secundario, Dean Stanton (luego llamado Harry Dean Stanton).

## Sinopsis
El pequeño David (papel interpretado por David Ladd, hijo del actor protagonista) se queda mudo tras presenciar el asesinato de su madre en la Guerra Civil norteamericana. Chandler, su padre, decide llevarlo en un viaje en busca de una cura a su mal. Pero el camino no va a ser fácil, aunque encuentran la ayuda de Linnett, una ranchera que vive sola y que sufre el hostigamiento de un padre y sus dos hijos, que quieren sus tierras para su ganado.
- Datos: Q3222758